# 中間隱帶麗魚
中間隱帶麗魚（学名：Apistogramma intermedia）為輻鰭魚綱鱸形目隆頭魚亞目慈鯛科的其中一種，分布於南美洲委內瑞拉奧里諾科河流域，棲息在河川中底層水域，生活習性不明。
其种加词“intermedia”意为“中间的”。